# Честотомер
Честотомерът е уред, който се използва за измерване на честотата на периодичен процес, много често от радиолюбители.
Честотомерите могат да бъдат аналогови или цифрови, преносими или стационарни. Към групата на електроизмервателните уреди спадат аналоговите, вибрационните и кондензаторните честотомери. Вибрационните честотомери например са уреди от електромагнитната система, които работят в диапазона от 10 до 1000 Hz. Към групата на радиоизмервателните уреди спадат резонансните, кондензаторните и електронно-изчислителните честотомери.
Резултатът от измерването се появява на екран (или друг вид дисплей) в Hz, която е единицата за честота в SI.
Обикновено се захранват от батерия.